# Siphonides
Siphonides es un género de foraminífero bentónico de la subfamilia Siphonidinae, de la familia Siphoninidae, de la superfamilia Siphoninacea, del suborden Rotaliina y del orden Rotaliida. Su especie tipo es Siphonides biserialis. Su rango cronoestratigráfico abarca el Luteciense (Eoceno medio).

## Clasificación
Siphonides incluye a las siguientes especies:
- Siphonides biserialis †
- Siphonides rickettsi †